# São Luiz Gonzaga
Pour les articles homonymes, voir São Luiz (homonymie) et Luiz.
São Luiz Gonzaga est une ville de l'État du Rio Grande do Sul au Brésil. La ville est une municipalité brésilienne de la région des Missiones, au nord-ouest de l'État du Rio Grande do Sul. Sa population est de 33 293 habitants (estimation 2020) sur une superficie de 1295,68 km².
Elle est connue comme la Capitale d'État de la Musique Missionnaire,.
La ville est située à 503 km à l'ouest de la capitale de l'État, Porto Alegre.

## Histoire

### Fondation et origine
La ville de São Luiz Gonzaga a été fondée en 1687 par les jésuites espagnols dans le cadre des missions qu'ils établissaient pour évangéliser les populations indigènes Guarani. Ces missions, connues sous le nom de « Missões » ou « Reduções », étaient des communautés organisées autour de la religion et du travail communal. São Luiz Gonzaga faisait partie des Sept Missions (Sete Povos das Missões) situées dans ce qui est aujourd'hui le Rio Grande do Sul.

### Développement et influence jésuite
Pendant son apogée, la mission de São Luiz Gonzaga a prospéré grâce à l'agriculture, l'élevage, et les compétences artisanales des Guarani, encadrées par les jésuites. Les missions étaient réputées pour leur organisation sociale avancée et leur production culturelle, y compris la musique et l'art religieux,.

### Conflits et déclin
Au milieu du XVIIIe siècle, les missions ont été prises dans des conflits entre les couronnes espagnole et portugaise. Le traité de Madrid en 1750, qui redéfinissait les frontières entre les territoires espagnols et portugais, a ordonné l'évacuation des missions à l'est du fleuve Uruguay. Cela a mené à la Guerre Guarani (1754-1756), au cours de laquelle les Guarani, soutenus par certains jésuites, ont résisté à l'expulsion forcée.
En 1767, les jésuites ont été expulsés des territoires espagnols par le roi Charles III, ce qui a marqué le début du déclin des missions. Les villages missionnaires, dont São Luiz Gonzaga, ont progressivement perdu leur population et leur importance économique et culturelle.

### Réémergence et modernisation
Au XIXe siècle, après l'indépendance du Brésil, São Luiz Gonzaga a commencé à se réorganiser en tant que ville moderne. Elle a été officiellement reconnue comme municipalité en 1880. La ville a depuis lors développé ses infrastructures et a continué de croître.

## Géographie

### Hydrographie
São Luiz Gonzaga est traversé par plusieurs cours d'eau, dont les principaux sont l'Arroio Chimbocu, l'Arroio São Lourenço et l'Arroio Ijucapirama. Ces ruisseaux contribuent non seulement à l'irrigation des terres agricoles mais aussi à la biodiversité locale. La ville est proche du Rio Ijuí, un affluent important du Rio Uruguai, qui joue un rôle crucial dans la région pour l'agriculture et les ressources en eau,.

### Climat
Selon les données de l'Institut National de Météorologie (INMET), depuis 1931, la température la plus basse enregistrée à São Luiz Gonzaga a été de -3 °C le 13 juillet 1933 et la plus haute a atteint 42,4 °C le 16 janvier 1943,
São Luiz Gonzaga a un climat subtropical humide avec des étés chauds, des hivers doux et des précipitations abondantes tout au long de l'année.

### Villes voisines
La ville est bordée par plusieurs autres municipalités, notamment Roque Gonzales, Rolador, Caibaté, São Miguel das Missões, Bossoroca, Santo Antônio das Missões, São Nicolau et Dezesseis de Novembro. Cette localisation fait de São Luiz Gonzaga un point central dans la région nord-ouest du Rio Grande do Sul.

## Connexions et transports

### Connexions
São Luiz Gonzaga est desservie par plusieurs routes bien entretenues, dont la BR-285 et la RS-168, qui assurent une liaison directe avec les principales villes voisines et la capitale de l'État, Porto Alegre.

### Transports
Le transport dans la ville est principalement assuré par des lignes de bus qui relient São Luiz Gonzaga aux autres villes de la région. La gare routière de São Luiz Gonzaga joue un rôle central dans cette infrastructure, offrant des services réguliers de transport en commun qui desservent les résidents et les visiteurs,.
Bien que la ville ne dispose pas d'un aéroport majeur, l'aéroport régional le plus proche, situé à Santo Ângelo, permet des connexions aériennes avec d'autres régions du Brésil, complétant ainsi le réseau de transport de la ville.

## Économie

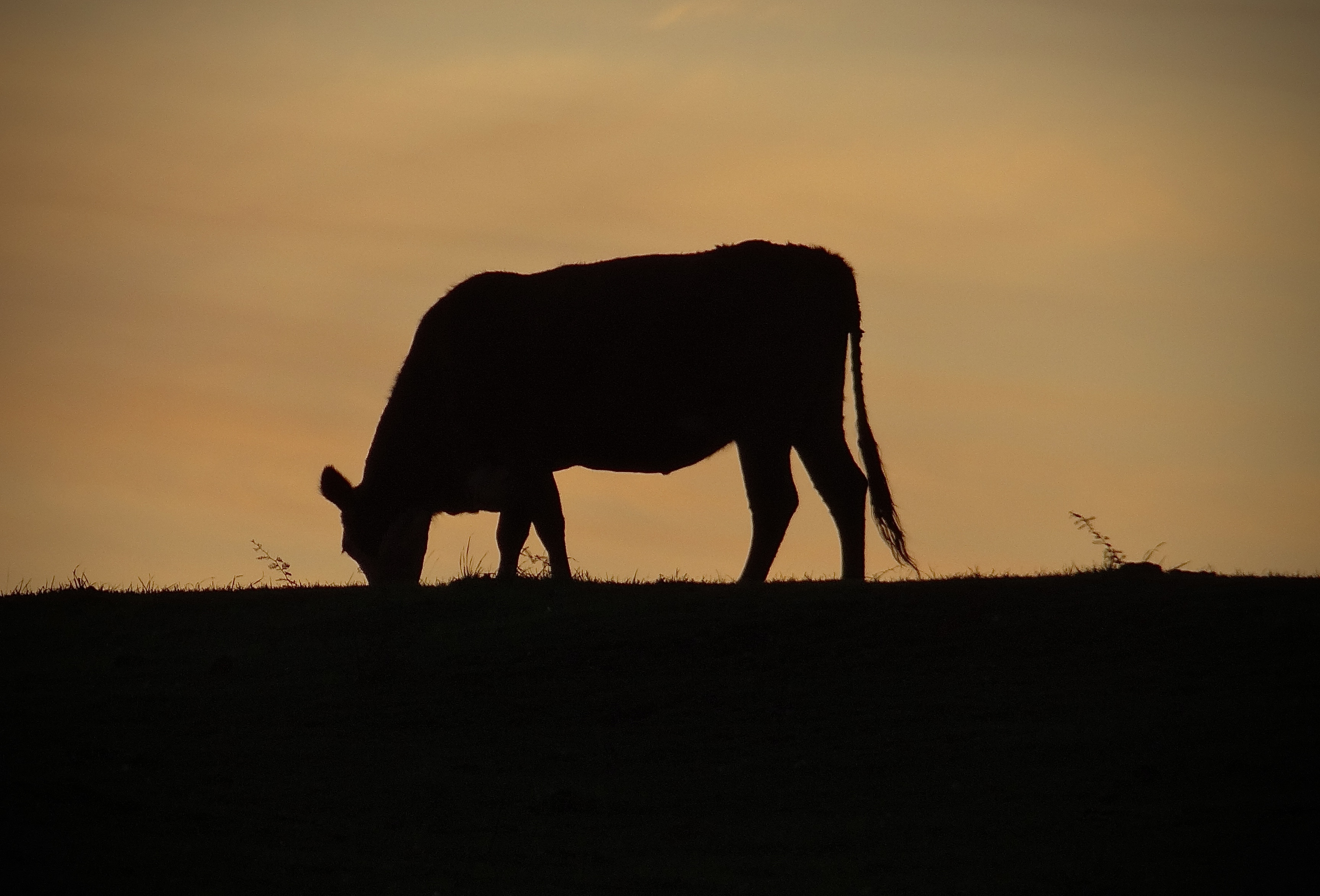
Bovin dans un champ proche de São Luiz Gonzaga

La ville bénéficie d'un climat favorable à la culture de diverses plantes, notamment le soja, le maïs, et le blé, qui sont parmi les principales productions agricoles. L'élevage de bovins est également significatif, contribuant à l'économie locale grâce à la production de viande et de produits laitiers,.
La ville profite également de la production agro-industrielle. Les entreprises locales transforment les produits agricoles, ajoutant de la valeur et créant des emplois dans la région. Cette intégration verticale permet à la ville de maximiser les revenus générés par son secteur agricole.

## Éducation

### Éducation et catéchisme
L'éducation à São Luiz Gonzaga est diversifiée et vise à offrir une formation complète aux étudiants. La ville dispose de plusieurs institutions éducatives notables, allant de l'éducation préscolaire à l'enseignement secondaire. Parmi les écoles importantes, on trouve "l'Escola Estadual de Ensino Médio Gustavo Langsch" et "l'Escola São Luiz Gonzaga", cette dernière étant gérée par la Mitra Diocesana de Rio Grande et offrant une éducation basée sur des principes chrétiens et humains, du niveau maternelle au 9e année de l'enseignement fondamental,,.

### Infrastructures et éducation agricole
En outre, la ville abrite des écoles agricoles, comme "l'Escola Agrícola Estadual Cruzeiro do Sul", qui propose une formation spécialisée dans l'agriculture et contribue au développement des compétences techniques des jeunes. Les écoles de São Luiz Gonzaga mettent également l'accent sur des infrastructures modernes et des ressources pédagogiques, y compris des bibliothèques, des laboratoires de sciences, et des installations sportives, garantissant ainsi une éducation de qualité.

### Projets éducatifs
La ville investit également dans des projets éducatifs et des événements pédagogiques pour enrichir l'expérience des étudiants, comme les expositions pédagogiques et les projets littéraires, favorisant ainsi l'engagement des élèves et le développement de leurs compétences sociales et académiques.

## Subdivisions

### Quartiers
| Quartiers                | Population |
| ------------------------ | ---------- |
| Afonso Rodrigues         | 1056       |
| Capela São Paulo         | 295        |
| Passo do Faxinal         | 214        |
| Passo do Quaresma        | 629        |
| Rincão de São Pedro      | 828        |
| Rolador                  | 1298       |
| Santa Inês               | 741        |
| São Lourenço das Missões | 1056       |
| São Luiz Gonzaga         | 33046      |
| Serrinha                 | 390        |

## Tourisme

### Monuments

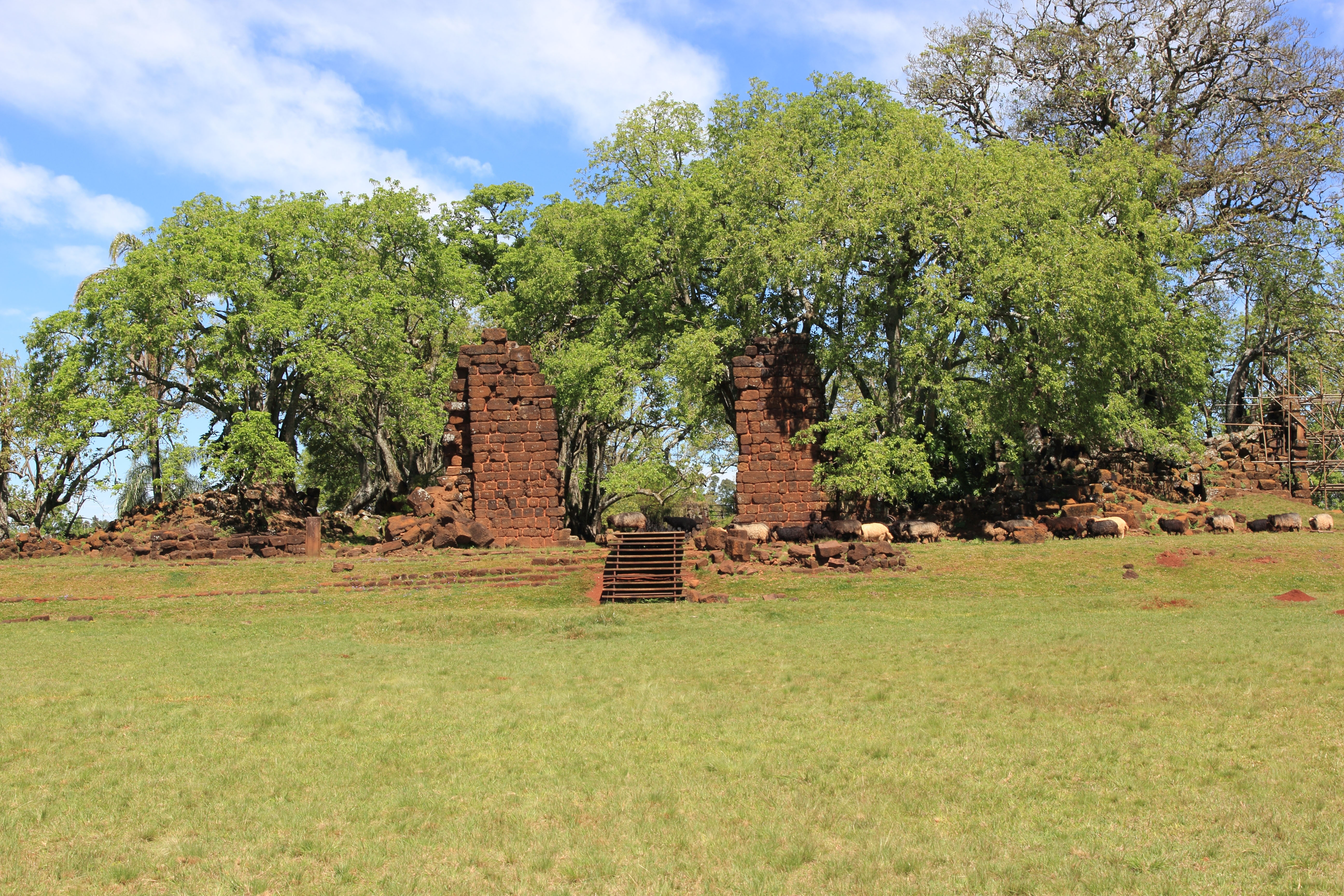
Sítio Arqueológico de São Lourenço Mártir

São Luiz Gonzaga, offre diverses options touristiques et d'hébergement pour les visiteurs. La ville est riche en histoire et en culture, notamment en raison de son passé lié aux missions jésuites.
Parmi les attractions principales, on trouve le Sítio Arqueológico de São Lourenço, un site historique qui abrite des vestiges des missions jésuites, et l'Igreja Matriz de São Luiz Gonzaga, une église datant de 1945 qui présente une collection de treize images missionnaires en bois policromé,.

### Hébergements
Pour l'hébergement, São Luiz Gonzaga dispose de plusieurs hôtels et pousadas qui accueillent les visiteurs avec confort et hospitalité.

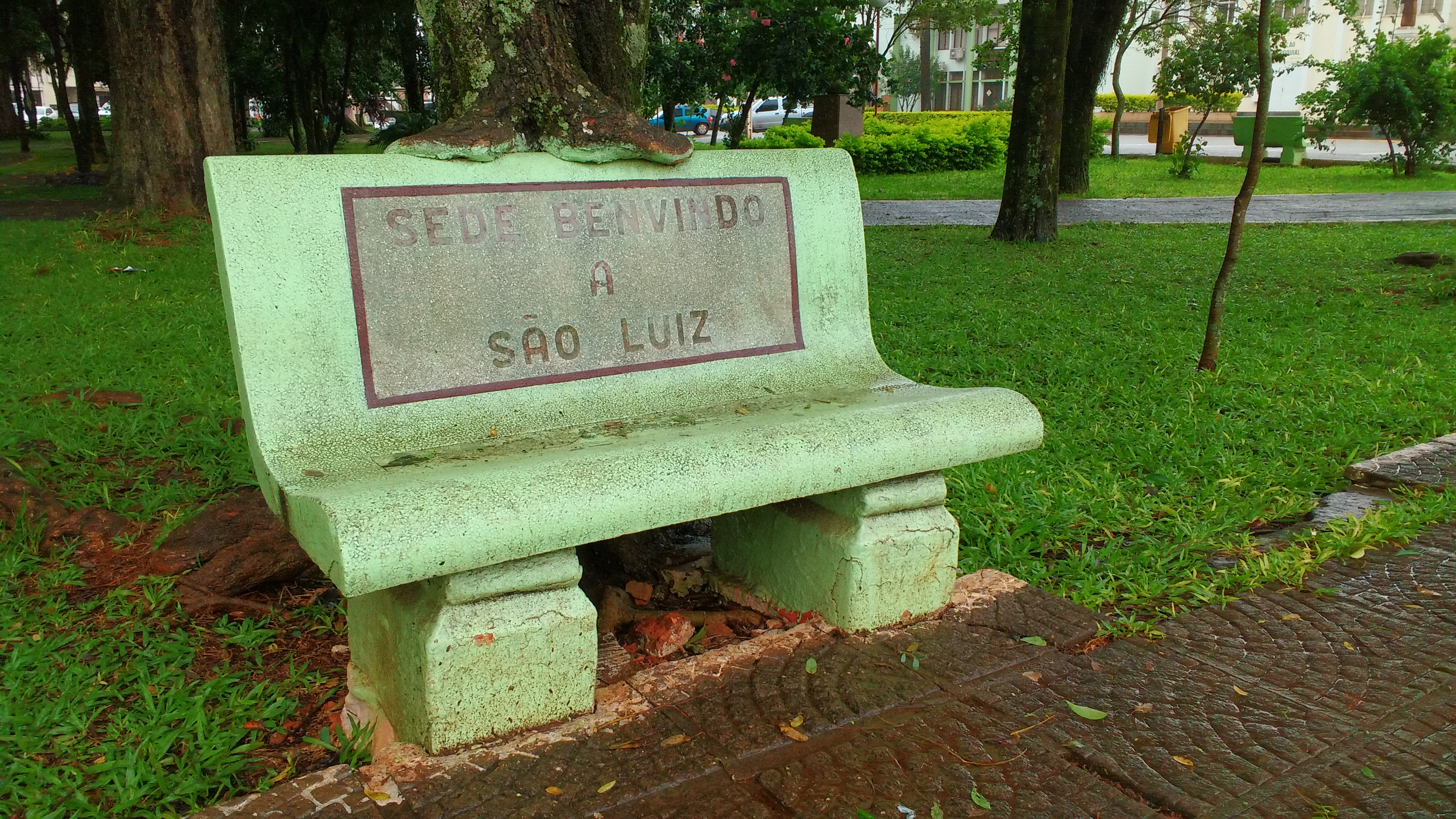
Banc dans le centre de São Luiz Gonzaga

Les touristes peuvent également profiter des espaces verts et des parcs de la ville pour se détendre et apprécier la nature environnante.

### Événements
La ville célèbre également des événements culturels et traditionnels qui attirent des visiteurs de toute la région.
Ces événements, combinés aux sites historiques et aux installations d'hébergement accueillantes, font de São Luiz Gonzaga une destination attrayante pour les touristes cherchant à explorer l'histoire et la culture du sud du Brésil,.